# Cumeiro
Cumeiro (oficialmente San Pedro de Cumeiro) es una parroquia española del municipio de Villa de Cruces, perteneciente a la provincia de Pontevedra, en la comunidad autónoma de Galicia.

## Historia
Hacia mediados del siglo XIX, el lugar, ya por entonces perteneciente a Carbia, tenía contabilizada una población de 450 habitantes. Aparece descrito en el séptimo volumen del Diccionario geográfico-estadístico-histórico de España y sus posesiones de Ultramar de Pascual Madoz con las siguientes palabras:

CUMEIRO (San Pedro): felig. en la prov. de Pontevedra (9 leg.), part. jud. de Lalin (3), dióc. de Santiago (4), ayunt. de Carbia: sit. sobre la margen izq. del r. Arnego, con buena ventilacion y clima sano. Ademas del l. de su nombre comprende los de Carballal, Castro, Fonte-mayor, Garmil, Navaza, Pampin, Penido y Ribas que reunen 38 casas. La igl. parr. dedicada á San Pedro, está servida por un cura de provision en concurso. Confina el térm. con los de Larazo y Besejos. El terreno participa de monte y llano, y es de buena calidad. Los caminos locales y en mediano estado: el correo se recibe en la cap. del part. prod.: cereales, legumbres, hortaliza, frutas y pastos: se cria ganado vacuno, de cerda, lanar y cabrio; hay caza y pesca de varias clases. pobl.: 38 vec., 180 alm. contr. con su ayunt. (V.)
(Madoz, 1847, p. 285)

En 2022, tenía empadronados 171 habitantes.